# Louis John Steele
Louis John Steele (30 de enero de 1842 - 12 de diciembre de 1918) fue un artista y dibujante de gravados neozelandés de origen inglés. Nació en Reigate, Surrey.

## Biografía
Los padres de Steele fueron el cirujano John Sisson Steele y Harriet. Steele estudió en la École nationale supérieure des Beaux-Arts de París antes de viajar a Florencia. Steele regresó a París poco antes de 1870 y vivió en la ciudad durante la Guerra franco-prusiana y la época de la Comuna de París. Regresó a Gran Bretaña poco después y exhibió pinturas en la Royal Academy of Arts en 1872 y 1875. Desde 1881 hasta 1886, Steele mostró grabados en la Academia.
Steele se casó con Marie Louise Alexandrine Piatti poco antes de 1871. Tuvieron dos hijos, Ernest Henri y Louis John Sisson Piatti (nacido en agosto de 1871).

## Carrera en Nueva Zelanda

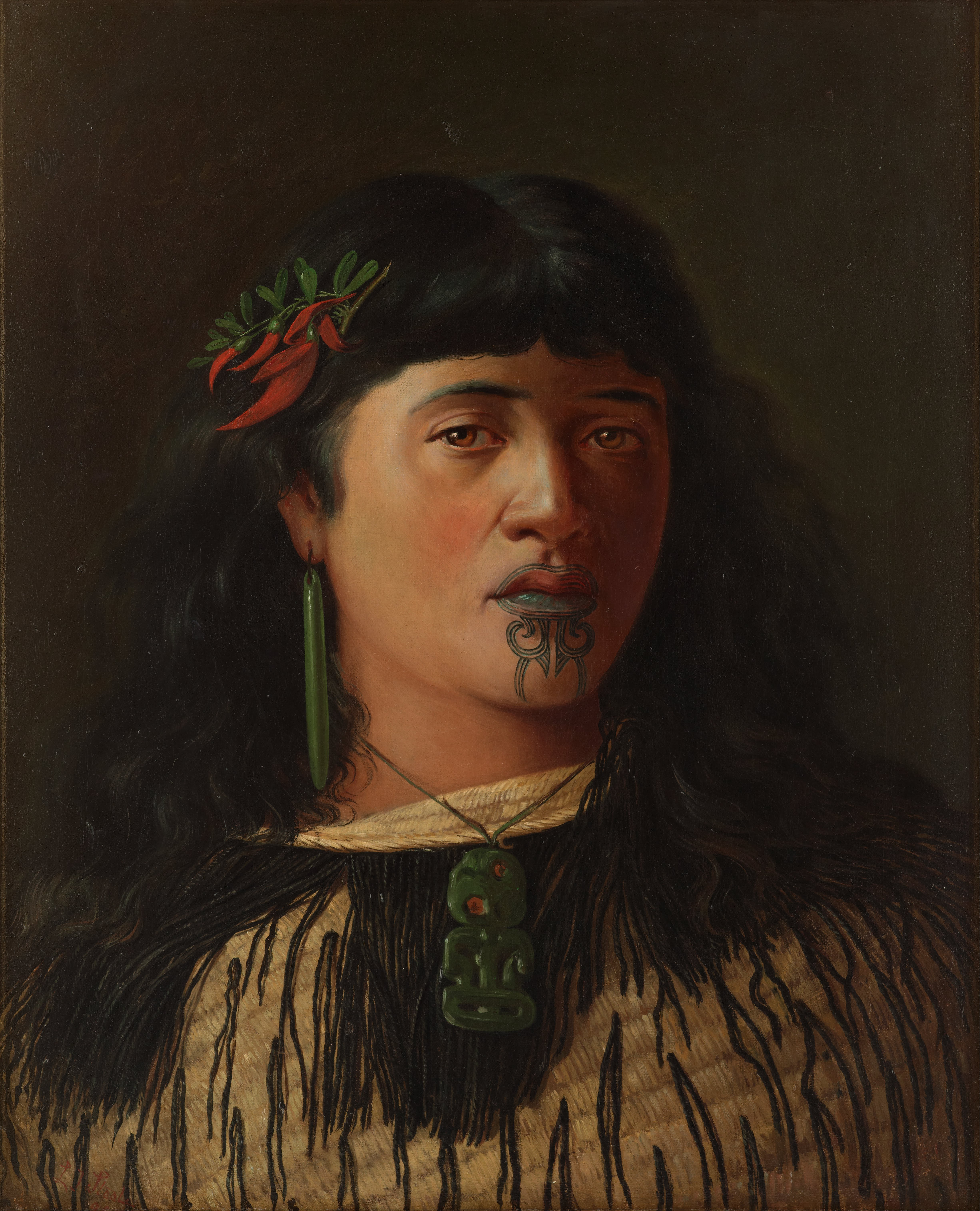
Retrato de una joven mujer maorí con moko de Steele (1891)

Steele emigró a Nueva Zelanda alrededor de 1886, estableciéndose en Auckland. Abrió un estudio en un pasaje de Shortland Street. Uno de sus primeros alumnos fue Charles Frederick Goldie, el pintor más importante de temas maoríes. En Nueva Zelanda, Steele pintó retratos, caballos de carreras y escenas de la historia. Algunas de sus pinturas históricas eran de gran escala, producidas en colaboración con otros artistas.
En 1898, colaboró con Goldie en La llegada de los maoríes a Nueva Zelanda, considerada hoy en día la pintura histórica más conocida realizada en Nueva Zelanda; estuvo basada directamente en la famosa obra de Théodore Géricault, La balsa de la Medusa.
El contenido del estudio de Steele fue subastado el 16 de agosto de 1917; falleció en Auckland el 12 de diciembre de 1918.
Su gran pintura al óleo de un anciano Sir John Logan Campbell en su casa Kilbryde (ahora el sitio de los Parnell Rose Gardens) se consideró perdida durante 100 años, pero resurgió en 2017; se vendió por un precio récord .